# Mark Bridges
Mark Bridges est un costumier américain. Il obtient l'Oscar de la meilleure création de costumes lors de la 84e cérémonie des Oscars pour The Artist.

## Filmographie sélective
- 1997 : Boogie Nights de Paul Thomas Anderson
- 1999 : Magnolia de Paul Thomas Anderson
- 1999 : Première Sortie de Hugh Wilson
- 2002 : Punch-Drunk Love de Paul Thomas Anderson
- 2003 : Braquage à l'italienne de F. Gary Gray
- 2004 : J'adore Huckabees de David O. Russell
- 2007 : There Will Be Blood de Paul Thomas Anderson
- 2009 : Le Monde (presque) perdu de Brad Silberling
- 2010 : Fighter de David O. Russell
- 2011 : The Artist de Michel Hazanavicius
- 2012 : Happiness Therapy (Silver Linings Playbook) de David O. Russell
- 2013 : Capitaine Phillips (Captain Phillips) de Paul Greengrass
- 2014 : Inherent Vice de Paul Thomas Anderson
- 2015 : Cinquante nuances de Grey (Fifty Shades of Grey) de Sam Taylor-Wood
- 2017 : Phantom Thread de Paul Thomas Anderson
- 2019 : Joker de Todd Phillips
- 2020 : La Mission (News of the World) de Paul Greengrass
- 2021 : Licorice Pizza de Paul Thomas Anderson
- 2022 : The Fabelmans de Steven Spielberg
- 2025 : The Lost Bus de Paul Greengrass

## Distinction

### Nomination
- Oscars 2020 : Meilleure création de costumes pour Joker